# Bernemann
Bernd Kost, mieux connu sous le nom de Bernemann, né le 3 juillet 1963 à Dortmund, est un guitariste allemand. 

## Biographie
En 1988, il rejoint le groupe dortmundois Crows avec lequel il enregistrera deux démos et un album. Le groupe se dissout en 1991. Malgré la présence de Frank Banx, bassiste fondateur d'Angel Dust, l'album The Dying Race ne situe pas Crows dans le Thrash, mais bien dans la lignée d'Helloween et Scanner. L'album sort sur Century Media Records. Ce label est fondé trois ans auparavant par Robert Knapp, alors chanteur dans Despair, un autre groupe de Dortmund. La production est assurée par Waldemar Sorychta, le guitariste de Despair.
En 1996, Sodom existe depuis alors 15 ans, mais sans avoir conservé un guitariste pendant plus de quatre ans ou sur plus de deux albums studios. Le dernier guitariste en date, Dirk "Strahli" Strahlmeier, vient d'être condamné et incarcéré à cause de ses problèmes de drogue. Ceux-ci ont finalement raison de Strahli qui s'éteint en 2011 dans un hôpital de Düsseldorf. Le batteur Guido "Atomic Steif" Richter, un ancien membre de Living Death et Holy Moses, quitte le groupe en mauvais termes. La popularité du Thrash Metal est alors à son plus bas. Tom Angelripper embauche alors Bernemann et un le batteur Konrad "Bobby" Schottkowski, un autre ancien membre de Crows. Angelripper obtient enfin un trio soudé de vrais amis et collaborateurs,. Sodom existe sous cette forme jusqu'au départ de Bobby en 2010, mais recrée ce fort esprit d'équipe avec le nouveau batteur, Markus "Makka" Freiwald. Tom Angelripper annonce la fin de ce trio en janvier 2018. Le chanteur-bassiste dit alors craindre une stagnation artistique et sent le besoin d'un renouvellement. Sodom devient officiellement un quatuor quelques semaines plus tard. Bernemman est donc remplacé par le nouveau venu Yorck Segatz, mais aussi par le revenant Frank Blackfire (de).
Bernemann écrivait l'entièreté des riffs de guitare dans Sodom. Tom Angelripper appréciait beaucoup sa capacité à combiner des parties plus mélodiques à des parties plus heavy. Bernemann exploitait en effet son jeu de guitare déjà développé dans Crows dans un contexte Thrash. Il en a résulté des albums de Sodom plus mélodiques que Persecution Mania ou Agent Orange, mais loin d'être dénués d'agressivité.
La collaboration entre Bernemann et Angelripper est la plus longue qu'a connu ce dernier, suivie de celles avec le producteur Harris Johns et Alex Kraft, guitariste dans Onkel Tom Angelripper de 1998 à 2013.
Il connait le batteur Makka depuis la fin des années 1980.